# ناصرآباد چاه ملک
ناصرآباد چاه ملک، روستایی در دهستان سعدآباد بخش رحمت‌آباد شهرستان ریگان در استان کرمان ایران است.

## جمعیت
بر پایه سرشماری عمومی نفوس و مسکن در سال ۱۳۹۵، جمعیت این روستا برابر با ۵۶۵ نفر (۱۸۱ خانوار) بوده است.